# ديفيد إروين
ديفيد إروين (بالإنجليزية: David Irwin)‏ هو لاعب اتحاد الرغبي بريطاني، ولد في 1 فبراير 1959 في بلفاست في المملكة المتحدة.

## وصلات خارجية
- ديفيد إروين عل موقع إسبنسكروم (الإنجليزية)